# Torneio de Roland Garros de 1993
O Torneio de Roland Garros de 1993 foi um torneio de tênis disputado nas quadras de saibro do Stade Roland Garros, em Paris, na França, entre 24 de maio e 6 de junho. Corresponde à 26ª edição da era aberta e à 92ª de todos os tempos.

## Finais

### Profissional
| Categoria | Evento    | Campeã(s)(o/ões)                   | Vice-campeã(s)(o/ões)                 | Resultado               | Chave(s)  | Chave(s)       |
| --------- | --------- | ---------------------------------- | ------------------------------------- | ----------------------- | --------- | -------------- |
| Simples   | Masculino | Sergi Bruguera                     | Jim Courier                           | 6–4, 2–6, 6–2, 3–6, 6–3 | principal | qualificatório |
| Simples   | Feminino  | Steffi Graf                        | Mary Joe Fernández                    | 4–6, 6–2, 6–4           | principal | qualificatório |
| Duplas    | Masculino | Luke Jensen Murphy Jensen          | Marc-Kevin Goellner David Prinosil    | 6–4, 46–7, 6–4          | principal | principal      |
| Duplas    | Feminino  | Gigi Fernández Natasha Zvereva     | Jana Novotná Larisa Savchenko Neiland | 6–3, 7–5                | principal | principal      |
| Duplas    | Misto     | Eugenia Maniokova Andrei Olhovskiy | Elna Reinach Danie Visser             | 6–2, 4–6, 6–4           | principal | principal      |

### Juvenil
| Categoria | Evento    | Campeã(s)(o/ões)              | Vice-campeã(s)(o/ões)          | Resultado     | Chave(s)  | Chave(s)       |
| --------- | --------- | ----------------------------- | ------------------------------ | ------------- | --------- | -------------- |
| Simples   | Masculino | Roberto Carretero             | Albert Costa                   | 6–0, 7–6      | principal | qualificatório |
| Simples   | Feminino  | Martina Hingis                | Laurence Courtois              | 7–5, 7–5      | principal | qualificatório |
| Duplas    | Masculino | Steven Downs James Greenhalgh | Neville Godwin Gareth Williams | 6–1, 6–1      | principal | principal      |
| Duplas    | Feminino  | Laurence Courtois Nancy Feber | Laura Bitter Maaike Koutstaal  | 3–6, 6–1, 6–3 | principal | principal      |